# 新宿区立戸塚第一小学校
新宿区立戸塚第一小学校（しんじゅくくりつ とつかだいいちしょうがっこう、Shinjuku Municipal Totsuka Daiichi Elementary School）は、東京都新宿区西早稲田三丁目にある公立小学校。

## 概要
1876年（明治9年）10月10日、東京府南豊島郡早稲田村に第三中二七番公立小学早稲田学校として創立し、2021年に開校145周年になった。新宿区で1番古い公立小学校。

## 沿革

### 年表
- 1876年(明治9年)
  - 9月27日 - 第三中二七番公立小学の認可。
  - 10月10日 - 早稲田学校創立。
- 1880年(明治13年)
  - 3月23日 - 校舎移転。 (下戸塚荒井山451番地 旧高田馬場跡)
  - 4月 - 睦合小学と改名。
- 1892年(明治25年)4月 - 戸塚村立睦合尋常小学校と改称。
- 1907年(明治40年)4月 - 戸塚村立尋常高等小学校と改称[1]、校章、校歌を制定。
- 1918年(大正7年)7月5日 - 市立戸塚第一尋常高等小学校と改称[2]。(市立戸塚第二尋常小学校として、分教場が独立したため)
- 1926年(大正15年) - 校歌制定。
- 1931年(昭和6年)
  - 2月2日 - 校舎移転。(豊多摩郡戸塚町下戸塚404番、現在地)
  - 10月1日 - 東京市淀橋区戸塚第一尋常小学校と改称。
- 1936年(昭和11年)10月14日 - 校歌制定。(現在の校歌)
- 1938年(昭和13年) - 高等科廃止[3]。
- 1941年(昭和16年)4月1日 - 国民学校令(昭和16年勅令第148号)により、東京府東京市淀橋区戸塚第一国民学校と改称。
- 1943年(昭和18年)7月1日 - 東京都制により、東京都淀橋区戸塚第一国民学校と改称。
- 1946年(昭和21年)4月1日 - 東京都淀橋区戸塚第一小学校と改称。
- 1947年(昭和22年)
  - 1月20日 - 学校給食が始まる。
  - 4月1日 - 東京都新宿区立戸塚第一小学校と改称。
- 1960年(昭和35年)5月4日 - 東側鉄筋校舎落成。
- 1966年(昭和41年)4月1日 - 校舎南側敷地に戸塚第一幼稚園が設立される。(園長は小学校長が兼任。2015年(平成27年)から休園)
- 1968年(昭和43年)2月28日 - 体育館竣工。
- 1972年(昭和47年)2月17日 - 北側鉄筋校舎落成。
- 1975年(昭和50年)12月12日 - 南側鉄筋校舎落成。
- 1976年(昭和51年)7月 - 新プール完成。

## 校章・校歌

### 校章
「戸塚第一小学校校章」

制定:1907年(明治40年4月1日)

図案者:不明

月桂樹で校名の「戸塚」の文字を囲む。「学校よ栄誉あれ」の意味をこめている。

### 校歌
「戸塚第一小学校校歌」

制定:1936年(昭和11年)10月10日

著作権利者:
1. 作詞 風巻景次郎
2. 作曲 信時潔[4]

正題:東京都新宿区立戸塚第一小学校校歌

JASRAC作品コード:163-6900-9

## 教育方針
人間尊重の精神に基づき、国際社会の一員としての自覚と連帯意識をもち、たくましく心豊かに生きる児童の育成を目指す。
1. 考える子　　・正しく判断し、創意工夫する子
2. 協力する子　・きまりを守り、思いやりのある子
3. 強い子　　　・じょうぶで、ねばり強い子

小学校の児童数と教員数
| 年度     | 児童総数 | 1年生 | 2年生 | 3年生 | 4年生 | 5年生 | 6年生 | 教員数 | 職員数 |
| -------- | -------- | ----- | ----- | ----- | ----- | ----- | ----- | ------ | ------ |
| 平成19年 | 445人    | 68人  | 69人  | 79人  | 76人  | 77人  | 76人  |        |        |
| 平成20年 | 421人    | 63人  | 63人  | 66人  | 75人  | 75人  | 79人  |        |        |
| 平成21年 | 406人    | 60人  | 64人  | 64人  | 70人  | 74人  | 74人  |        |        |
| 平成22年 | 392人    | 63人  | 57人  | 67人  | 62人  | 68人  | 75人  |        |        |
| 平成23年 | 371人    | 60人  | 58人  | 57人  | 65人  | 65人  | 66人  |        |        |
| 平成24年 | 371人    | 69人  | 60人  | 57人  | 60人  | 64人  | 61人  |        |        |
| 平成25年 | 378人    | 63人  | 68人  | 60人  | 63人  | 59人  | 65人  | 19人   | 2人    |
| 平成26年 | 387人    | 73人  | 64人  | 68人  | 59人  | 62人  | 61人  | 18人   | 3人    |
| 平成27年 | 387人    | 63人  | 73人  | 59人  | 69人  | 61人  | 62人  | 21人   | 3人    |
| 平成28年 | 418人    | 74人  | 66人  | 78人  | 57人  | 73人  | 70人  | 20人   | 3人    |
| 平成29年 | 412人    | 59人  | 73人  | 67人  | 77人  | 63人  | 73人  | 20人   | 5人    |
| 平成30年 | 400人    | 61人  | 55人  | 74人  | 67人  | 78人  | 65人  | 19人   | 5人    |
| 令和元年 | 406人    | 71人  | 59人  | 54人  | 74人  | 65人  | 83人  | 20人   | 5人    |
| 令和2年  | 396人    | 69人  | 66人  | 59人  | 59人  | 77人  | 66人  | 19人   | 5人    |
| 令和3年  | 395人    | 67人  | 67人  | 67人  | 58人  | 61人  | 75人  | 20人   | 5人    |
| 令和4年  | 381人    | 74人  | 61人  | 65人  | 68人  | 53人  | 60人  | 21人   | 4人    |
| 令和5年  | 402人    | 72人  | 75人  | 61人  | 72人  | 69人  | 54人  | 22人   | 4人    |

## 通学区域
東京都新宿区
- 戸塚町一丁目 全域
- 西早稲田一丁目 全域
- 西早稲田二丁目 1(24 - 28号),3 - 13,14(1号,2号,21 - 39号),15
- 西早稲田三丁目 1 - 19,23,31(1 - 8号)

## 交通
- 東京メトロ副都心線.「西早稲田」出入口1.下車徒歩8分(700m)
- JR山手線.西武新宿線.東京メトロ東西線.「高田馬場」下車徒歩13分(1.1km)
- 都電荒川線.「面影橋」下車徒歩3分(250m*登り坂)
- 都営バス小滝橋営業所.学02系統「高田馬場二丁目」下車徒歩6分(450m)